# Enrique B. Moreno
Enrique Melchor Baltazar Moreno Montes de Oca (Tacna, 4 de enero de 1846-Alta Gracia,19 de junio de 1923) fue un militar y diplomático, combatió en la guerra del Paraguay. Herido en aquella contienda, se dedicó a la diplomacia, siéndole asignado diversos destinos.

## Biografía
Moreno nació Tacna, Perú, el 4 de enero de 1846, donde sus padres se encontraban exiliados porque eran enemigos de Juan Manuel de Rosas. Al poco tiempo de su nacimiento, su familia se traslada a Santiago de Chile, donde cursa sus estudios primarios. En 1860, regresa de manera definitiva a Buenos Aires, a los dieciséis años, con la intención de continuar sus estudios. Sin embargo, desiste de hacerlo para enrolarse en el batallón de la Guardia Nacional que creó Manuel Quintana. Este es el comienzo de su carrera militar, llegando a ser profesor del Colegio Militar de la Nación. En 1865, participa en la Guerra del Paraguay, es promovido a capitán y al ser herido de bala en Carcarañá, se le concede la baja y la separación del servicio. En 1872 es designado teniente coronel, años más tarde interviene para frenar la revolución de Ricardo López Jordán impidiendo el desembarco de éste las costas de Quilmes.
En 1876 fue electo como legislador provincial, cuerpo del que ocupó los cargos de presidente y vicepresidente. Asciende a teniente coronel de la Segunda División de Guardias Nacionales en 1880, en ese año es electo como diputado nacional. Sin embargo, no llega a ocupar demasiado aquel puesto, ya que el presidente Nicolás Avellaneda lo envía a Paraguay como representante de asuntos internacionales.
En 1883, viaja a Uruguay como enviado extraordinario y Ministro plenipotenciario. Con esa misma designación viaja a Brasil en 1885, cuya misión termina 1891. Posteriormente es destinado a Italia en 1895, por nombramiento José Evaristo de Uriburu, de manera concurrente también lo fue en Suiza, Bélgica y Holanda.
En 1909 nuevamente es designado al frente de la misión diplomática en Uruguay, por su designación por Julio Argentino Roca. Bajo su gestión se realizaron las gestiones tendientes a fijar un tratado de límites con aquel país, al respecto del río de la Plata, aunque la cuestión no llegaría a resolverse de manera definitiva hasta 1961. Su desempeño como diplomático fue muy exitoso, por ello, recibió muchos homenajes y condecoraciones. Murió en Alta Gracia, Córdoba, el 19 de junio de 1923. Sus restos se encuentran en el mausoleo familiar del cementerio de la Recoleta.